# بيرني فينس
بيرني فينس (بالإنجليزية: Bernie Vince)‏ هو لاعب كرة قدم أسترالية أسترالي، ولد في 2 أكتوبر 1985 في شبه جزيرة يوركي في أستراليا.

## وصلات خارجية
- بيرني فينس على موقع AustralianFootball.com (الإنجليزية)
- بيرني فينس على موقع AFLtables.com (الإنجليزية)